# Fritz Grawert († 1449)
Fritz Grawert, auch Vritze und Grauert (* in Stendal; † 13. Mai 1449 in Lübeck) war ein deutscher Kaufmann und Zirkelherr der Hansestadt Lübeck. Er war Stammvater der Lübecker Linie der Familie, aus der zehn Mitglieder der Zirkelgesellschaft und mehrere Ratsherren hervorgingen. Seine beiden Testamente, die er 1413 und 1441 verfasste, sind wichtige Quellen für das Sozialgefüge der Hansestädte im 15. Jahrhundert.

## Leben
Fritz Grawert stammte aus Stendal. Sein Geburtsdatum ist nicht bekannt. Spätestens im Zusammenhang mit seiner Hochzeit mit einer Lübecker Ratsherrentochter 1410 verlegte er seinen Lebensmittelpunkt nach Lübeck, wo er als Kaufmann tätig war. Sein Schwiegervater Konrad Brekewoldt gehörte seit 1406 dem Lübecker Rat an, dessen Mitglieder mehrheitlich 1408 die Stadt verlassen hatten. Brekewoldt war aber selbst in Lübeck geblieben, weshalb sein Besitz nicht konfisziert wurde, und wurde nach der Wiedereinsetzung des Alten Rats 1417 Bürgermeister.
Grawerts am 10. August 1413 in mittelniederdeutscher Sprache verfasstes Testament belegt, dass er zu diesem Zeitpunkt schon über ein beträchtliches Vermögen verfügte. Den Großteil seiner beweglichen und unbeweglichen Habe hinterließ er seiner Ehefrau, die im Falle seines Todes auch ihren Brautschatz von 800 Mark lübisch, der erst zur Hälfte von ihrem Vater ausgezahlt war, zurückbekommen und zusätzlich noch einmal dieselbe Summe erben sollte. Ein Motiv für die Testamenterrichtung in noch jungen Alter könnte nach Ansicht von Hans Busch gewesen sein, dass der Rechtsprechung des Lübecker Rats als Oberhof entsprechend Testamente, die nicht die Rückgewähr des Brautschatzes anordneten, nichtig waren. Der Anspruch auf den Brautschatz sei nach zwei Jahren oder sogar schon nach der kürzeren Frist von Jahr und Tag, in Lübeck gerechnet zu 366 Tagen, verjährt gewesen. Zwar wird die Bindung der Gültigkeit von Testamenten an diese Verfügung in der neueren Forschung bezweifelt, da nur in einem Viertel aller untersuchten Testamente die Mitgift überhaupt erwähnt ist, allerdings steht der ungewöhnlich hohe Brautschatz deutlich im Mittelpunkt des Testaments. Alle übrigen Verfügungen betreffen deutlich geringere Summen oder einzelne Wertgegenstände wie silberne Schalen. Bedacht wurden auch der minderjährige Sohn „Hanseken“ und das Kind, mit dem die Ehefrau schwanger war (Nasciturus), sowie zahlreiche Verwandte, darunter auch die Geschwister seiner Frau, zwei davon Nonnen im Kloster Rehna. Für die „Seeligkeit seiner Seele“, um die Grawert sich offensichtlich sehr sorgte, erließ er zahlreiche Legate für fast alle Lübecker und Stendaler Kirchen, Klöster, Armenhäuser und Hospitäler, darunter für das neugegründete Kloster Marienwohlde, und bestimmte auch drei Dukaten für die Brüder auf dem Berg Zion im Heiligen Land. Auch sollten auf seine Kosten und für sein Seelenheil ein Pilger zum Aachener Dom und nach "Sunte Enwolde" und ein anderer sogar zum Heiligen Grab nach Jerusalem reisen.
1429 wurde Grawert Mitglied der in diesem Jahr neukonstituierten Zirkelgesellschaft in Lübeck (Mitgliedsnummer 154). 1434 war er ihr Schaffer (Schatzmeister), 1439 Schenk und 1447 Dichter der von der Gesellschaft jährlich aufgeführten Lübecker Fastnachtspiele. Neben der Zirkelgesellschaft war er Mitglied der Lübecker Leichnams-Bruderschaft, der Antonius-Bruderschaft an der Maria-Magdalenenkirche (Burgkirche) und der St.-Johannis-Bruderschaft. Er besaß das Haus Königstraße 11 (heute: Behnhaus), das er bewohnte, die Grundstücke Schüsselbuden12, An der Mauer 10–12, An der Trave 104–106, Wahmstraße 44–46 sowie Gärten vor dem Hüxtertor und verfügt über ein Vermögen von 12.000 Mark lübisch.
Am 23. Oktober 1441, inzwischen Vater mehrerer Kinder und seit zwölf Jahren in zweiter Ehe verheiratet, verfasste er ein zweites Testament. Zusätzlich zu den gegenüber 1413 erheblich aufgestockten Legaten zugunsten der Armen, der Lübecker Kirchen und der Klöster der Umgebung bestimmte er regelmäßige Memorien für sich und seine verstorbene erste Frau und eine Pilgerfahrt nach Wilsnack zur Wunderblutkirche. Der Brautschatz der zweiten Frau ist nicht erwähnt. Sie sollte 1000 Mark, Kleider, „vrowelike(n)“ Schmuck und etlichen kostbaren Hausrat erhalten. Als Testamentsverwalter benannte er neben anderen seine Schwiegersöhne und seine beiden ältesten Söhne Fritz und Cord. Letztere setzte er zu seinen gemeinsamen Haupterben ein, die sein Wohnhaus übernehmen und je 1400 Mark für ihr Kaufmannsgeschäft bekommen sollten. Die noch unmündigen jüngeren Halbbrüder unterstellte Grawert der Vormundschaft der älteren und verfügte, dass sie je 100 Mark und bei Erleben ihrer Volljährigkeit weitere 900 Mark erhalten sollten. Den bereits bei ihrer Eheschließung ausgezahlten Töchtern aus erster Ehe sollten die Brüder zusätzlich Leibrenten einrichten, deren jährliche Erträge zu ihrer freien Verfügung sein sollte. Eine weitere Rente sollte der Versorgung der Kinder der Tochter Taleke dienen.
1447 stiftete er eine jährlich zur Oktav des Fronleichnamsfests zu lesende, mit einer Prozession verbundene Messe für das Seelenheil seiner Familie in der Marienkirche Lübeck. 1448 bestätigten die Vikare dieser Kirche, dass die Messe regelmäßig vereinbarungsgemäß abgehalten und aus der ausgesetzten Rente gezahlt würde. Er legte auch fest, dass bei der Vigil vor der Seelmesse am Jahrestag seines Todes an seinem Grab das Responsorium Libera me gesungen werden sollte. Da in dem Memorienkalender der Marienkirche „Feria secunda post dominicam Cantate“ als Termin für diese Seelmesse angegeben ist, ist davon auszugehen, dass Fritz Grawert am zweiten Tag nach dem Sonntag Kantate 1449, also am 13. Mai, starb und in der Marienkirche beigesetzt wurde. Ein Grabstein hat sich nicht erhalten.

## Familie
Die Patrizierfamilie Grawert gehörte länger als ein Jahrhundert zu den angesehensten und wohlhabendsten Familien der Zirkelgesellschaft. Fritz Grawerts Eltern waren Fritz Grauert († 1392 in Stendal) und Taleke von Calve, eine Tochter des Stendaler Ratsherr und Meister der Gewandschneider-Gilde Cone von Calve († 1349 in Stendal). Der erste belegbare Vertreter der Familie Grauert/Grawert in Stendal war Fritz Grawerts Großvater Friebel Grauert († 1392). Ob ein Zusammenhang mit der Ende des 13. Jahrhunderts in Lübeck belegten Familie Grawert, zu der die Ratsherren Hinrich und Richard Grawert gehörten, besteht, ist nicht zu rekonstruieren.
1410 heiratete Fritz Grawert in Lübeck Taleke (Adelheid) Brekewoldt († vor 1428), eine Tochter des Lübecker Bürgermeisters und Ratsherrn Konrad Brekewoldt. Aus dieser Ehe stammten neben dem im Testament von 1413 genannten „Hanseken“, der aber vor 1428 verstorben sein muss, fünf Kinder, mit denen sich Grawert anlässlich seiner zweiten Eheschließung 1428 verglich:
- Geseke (Gertrud) († 21. Januar 1481) war 1441 verheiratet mit Hans Kerkring, Mitglied der Zirkelgesellschaft (Nr. 159),[17] der im Testament ihres Vaters genannt ist.[8] Nach seinem Tod schloss sie eine zweite Ehe mit dem Lübecker Ratsherrn Johann Segeberg († 1464). Nach dem Tod ihres zweiten Ehemanns, mit dem sie acht Kinder hatte, trat sie dem Michaeliskonvent der Schwestern vom Gemeinsamen Leben bei.[18]
- Metteke, verheiratet mit Evert Brekelveld, Mitglied der Zirkelgesellschaft (Nr. 172), ist im zweiten Testament nicht erwähnt. Sie war vermutlich vor 1441 kinderlos verstorben.
- Taleke war verheiratet mit Hildebrand Veckinchusen, einem Neffen des gleichnamigen Hildebrand Veckinchusen.
- Fritz (der Ältere) wurde 1447 Mitglied der Zirkelgesellschaft (Nr. 183), 1461 Ratsherr in Lübeck und starb 1476.
- Cord oder Conrad, Mitglied der Zirkelgesellschaft (Nr. 190).

Im Jahr 1428 heiratete Fritz erneut. Seine zweite Frau Taleke († 1451) war vermutlich die Schwester des im zweiten Testament als Schwager bezeichneten Hartwig van Eltzen. Aus dieser Ehe entstammen:
- Fritz (der Jüngere), Mitglied der Zirkelgesellschaft (Nr. 214), war Vater des Ratsherrn Fritz Grawert († 1538).
- Hermann, Mitglied der Zirkelgesellschaft (Nr. 215), wurde 1473 Bürger von Riga.
- Hans, Mitglied der Zirkelgesellschaft (Nr. 232), prozessierte 1485 gegen seinen älteren Halbbruder Cord, weil dieser ihm gegenüber keine Rechenschaft über die Ausführung der Testamentsverfügungen ihres Vaters abgelegt hatte.[19]
- Joachim, Mitglied der Zirkelgesellschaft (Nr. 334).